# Ardeuil-et-Montfauxelles
 Ardeuil-et-Montfauxelles  es una población y comuna francesa, en la región de Champaña-Ardenas, departamento de Ardenas, en el distrito de Vouziers y cantón de Monthois.
Está integrada en la Communauté de communes de l'Argonne Ardennaise.

## Demografía
| 91 | 102 | 96 | 109 | 202 | 215 | 191 | 192 | lac. | lac. | 201 | 172 | 160 | 166 | 176 | 173 | 170 | 164 | 181 | 144 | 81 | 124 | 138 | 132 | 121 | 143 | 143 | 120 | 91 | 89 | 91 | 76 | 89 | 89 |
| Para los censos de 1962 a 1999 la población legal corresponde a la población sin duplicidades (Fuente: INSEE [Consultar]) |     |    |     |     |     |     |     |      |      |     |     |     |     |     |     |     |     |     |     |    |     |     |     |     |     |     |     |    |    |    |    |    |    |